# Istvan Nyers
István Nyers (25 de mayo de 1924  -  9 de marzo de 2005), también conocido como Stefano Nyers. fue un futbolista húngaro que jugó como delantero o como extremo. Fue internacional para Hungría, es considerado una de las mayores leyendas del fútbol de su país, llegando a la cima de su carrera en las décadas de 1940 y 1950.

## Carrera
Nyers nació en Freyming-Merlebach, Mosela, Francia, en una familia minera húngara inmigrante; su hermano menor era Ferenc Nyers. Cuando tenía 14 años se mudó con su familia a Budapest, donde comenzó a jugar con III. Kerületi TUE. Tendrá su primer debut oficial a los 17 años y jugando con Szabadkai VAC  que era un club yugoslavo de Subotica que jugó en el sistema de liga húngaro después de la anexión húngara de Bačka durante la Segunda Guerra Mundial (1941-1944). Cuando los yugoslavos retomaron Subotica, Nyers se mudó a Budapest, donde tuvo un breve paso con Ganz-MÁVAG SE, donde jugó junto a László Kubala. Todavía ese año, regresa Szabadkai VAC, conocido como ŽAK Subotica en serbocroata. En abril de 1945, las nuevas autoridades yugoslavas disuelven a ŽAK, pero los jugadores permanecen juntos y realizan una gira por Serbia como equipo representativo de Subotica.  En esta gira archivan muchas victorias de gran margen. Al anotar en todos los juegos importantes, Nyers se confirma como un goleador prolífico. A su regreso a Subotica, las nuevas autoridades fusionan el equipo con algunos clubes menores, y el equipo se convierte en Spartak Subotica.  Sin embargo, más tarde ese año, Nyers deja Yugoslavia y regresa a Budapest, donde se une al campeón húngaro de 1945 , el Újpest FC, un título que repetirán, con Nyers, en 1946.  En 1946 fue transferido brevemente al equipo checoslovaco FK Viktoria Žižkov y luego al club francés Stade Français FC. 
Fútbol Club Internazinale
Después de dos años en Francia, fue reclutado por el equipo italiano Inter. Aquí se convirtió en uno de los delanteros más fuertes de la historia de la Serie A. Con 26 goles en su primera temporada, se convertiría en el máximo goleador de la liga 1948/49. En 182 partidos para el Inter marcó un total de 133 goles de 1948 a 1954. Desde entonces Nyers es el máximo goleador extranjero del club Inter de milán. Obtendría dos veces el campeonato en 1953 y 1954, de Serie A con el Inter. 
Después de ganar el campeonato por segunda vez, Nyers salió de Milán y cambió a través de Servette FC de Ginebra a AS Roma, donde permaneció durante dos años. Le siguió una temporada con el equipo catalán CF Barcelona, Terrassa FC y CD Sabadell antes de jugar el resto de su carrera con clubes italianos de ligas menores. 
Nyers se retiró del juego profesional en 1961. Durante su retiro vivió durante varios años en Milán antes de establecerse en Subotica, Serbia, hasta su muerte en 2005 a la edad de 80 años.